# スカイパーク・リンク
スカイパークリンクは、マレーシアのクアラルンプールにある、クアラルンプールセントラル（KLセントラル）駅とスバン空港駅を結ぶ特急列車である。これは、エクスプレスレールリンク（KLIAエクプレスおよびKLIAトランジット）に続いて、マレーシアで2番目の空港鉄道リンクサービスである。
スカイパークリンクは、Keretapi Tanah Melayu（KTM）によって運営されており、KLセントラル駅とスバンジャヤ駅の間のポートクラン線と路線を共有しており、スバンジャヤ分岐点でスバン空港に向かう路線とポートクランに向かう路線に分岐している。スカイポートリンクがノンストップで走っている時間帯は、ポートクラン線はKLセントラル駅とスバンジャヤ駅の間の各駅に停車する。新駅として、ターミナルスカイパーク駅がスバン空港の向かいにあり、路線を運行するために建設され、2つの新駅を結ぶ路線がスバンジャヤとターミナルスカイパークの間に計画されていたが、現在は凍結している。
この路線はクランバレー統合交通システムのコンポーネントの1つである。番号は10で、公式の交通機関の路線図では茶色に色分けされている。